# Whispers in the Graveyard
Whispers in the Graveyard ist ein Jugendroman der schottischen Autorin Theresa Breslin, der 1994 beim Verlag Methuen veröffentlicht wurde und die Themen Dyslexie, Mobbing und Alkoholismus in eine übernatürliche Geistergeschichte verpackt.

## Inhalt
Der 12-jährige schottische Junge Solomon leidet an der Lernbeeinträchtigung Dyslexie. Wegen dieser Lernschwierigkeit wird er fälschlicherweise für dumm und faul gehalten, doch dem nicht genug: Seine Mutter hat ihn und seinen Vater verlassen, sein Vater ist Alkoholiker und ebenfalls Legastheniker und jeder hackt auf ihm herum, einschließlich des schikanösen Lehrers Mr. Watkins.
Von seinem Vater zunehmend vernachlässigt, sucht der Junge oft Zuflucht auf dem örtlichen Friedhof. Als er an diesem Rückzugsort ein Gespräch zwischen einem Beamten der Stadtverwaltung und Professor Miller belauscht, erfährt er, dass sein besonderer Ort zu einer Baustelle werden soll. Zudem bekommt Solomon mit, dass die auf dem Friedhof vergrabenen Leichen an Pocken gestorben sind und die Infektion verbreiten könnten, wenn sie ausgegraben werden. Doch die wahre Gefahr ist übernatürlicher Natur.
Nachdem der Vogelbeerbaum des Friedhofs, der einer alten Legende nach vor bösen Mächten schützt, von Arbeitern entwurzelt wird, hat Solomon plötzlich Albträume und hört geheimnisvolles Geflüster. Durch das Verhalten seines Vaters wieder einmal dazu getrieben, die Nacht auf dem Friedhof zu verbringen, wird er Zeuge, wie ein Arbeiter vom Erdboden verschluckt wird, nachdem er eine geheimnisvolle Truhe ausgegraben hat, auf der das Wort „Malefice“ steht.
Später erfährt Solomon, dass dieses Wort „Hexerei“ bedeutet und auf dem Friedhof ein Opfer der schottischen Hexenverfolgung begraben liegt. Es scheint, dass dessen Geist erwacht ist und einen Rachefeldzug startet. Amy Miller, die junge Tochter des Professors, die sich mit Solomon angefreundet hat, wird von der Macht der Hexe auf den Friedhof gezogen. Solomon folgt ihr, um sie vor dem Bösen zu schützen, das versucht, von ihr Besitz zu ergreifen. Mit der Hilfe seines Vaters gelingt es ihm, Amy und sich selbst mit letzter Kraft zu retten.
Ermutigt von Ms. Talmur, einer Lehrerin, die Solomon bei seiner Lernschwierigkeit unterstützt hat, die Schule aber aufgrund einer Beförderung verlässt, beginnt der Junge, sein Leben zu ändern. Auch wenn er weiß, dass es ein harter Kampf sein wird. Und sein Vater willigt ein, einer Selbsthilfegruppe der Anonymen Alkoholiker beizutreten, um auch sein Leben wieder in den Griff zu bekommen. 

## Entstehung
Breslin wurde durch ihre Arbeit als Bibliothekarin auf Dyslexie aufmerksam, als sich mehrere Eltern nach Hilfe und Unterstützung zu diesem Thema erkundigten. Sie besuchte daraufhin eine Veranstaltung einer lokalen Legasthenie-Hilfegruppe. Da ihrem Empfinden nach mehr Buben von Leseschwäche betroffen sind als Mädchen, entschied sie sich für einen Jungen als Hauptfigur ihres Romans, der diesen in der Ich-Form und im Präsens erzählt. Die Idee mit dem Friedhof stammte daher, dass in der Heimatstadt der Autorin zu jener Zeit eine Umfahrungsstraße gebaut wurde und dabei ein ehemaliger Friedhof umgesiedelt werden musste, der auch ein Massengrab mit Pockenopfern enthielt.

## Rezension
Helen Jones schreibt in ihrer Buchrezension: „Whispers in the Graveyard ist ein unglaublich atmosphärischer, packender Jugendroman, durchdrungen von der Landschaft, den Mythen und Legenden Schottlands. Die Autorin erklärt, es sei auch eine Geschichte über das Suchen und über Selbstfindung. Solomon wird auf die Probe gestellt und muss sich zwischen Gut und Böse entscheiden. Seine Prüfung auf dem Friedhof ist eine Metapher für seinen Kampf mit der Welt, die ihn umgibt. Dabei lernt er viel über sich selbst und gewinnt.“ Der Autor Michael Morpurgo schreibt im Guardian: „Völlig überzeugend ... Fesselnd bis zum Schluss.“ Independent Weekend schreibt: „… eines dieser seltenen Bücher, die einen dazu bringen, sein Leben so lange auf Eis zu legen, bis es zu Ende ist … ein beeindruckend guter Text, voller Witz und Weisheit, aus dem Kinder eher ermutigt als demoralisiert über die Möglichkeiten des menschlichen Daseins hervorgehen werden.“

## Auszeichnungen
Whispers in the Graveyard wurde 1994 mit der Carnegie Medal für das beste Jugendbuch ausgezeichnet.

## Referenzen
Whispers in the Graveyard wird in dem literarischen Nachschlagewerk 1001 Kinder- und Jugendbücher – Lies uns, bevor Du erwachsen bist! für die Altersstufe 12+ Jahre empfohlen.

## Ausgaben
- Whispers in the Graveyard. Methuen, UK 1994 (englisch).

## Adaptionen
Richard Conlon und Theresa Breslin adaptierten den Roman als Theaterstück, das 2009 vom Londoner Verlag Heinemann veröffentlicht wurde.